# Dorset (Vermont)
Dorset és una població dels Estats Units a l'estat de Vermont. Segons el cens del 2000 tenia 2.036 habitants.

## Demografia
Segons el cens del 2000, Dorset tenia 2.036 habitants, 856 habitatges, i 600 famílies. La densitat de població era de 16,4 habitants per km².
Dels 856 habitatges en un 27,1% hi vivien nens de menys de 18 anys, en un 59,8% hi vivien parelles casades, en un 7,8% dones solteres, i en un 29,8% no eren unitats familiars. En el 24,8% dels habitatges hi vivien persones soles l'11,4% de les quals corresponia a persones de 65 anys o més que vivien soles. El nombre mitjà de persones vivint en cada habitatge era de 2,38 i el nombre mitjà de persones que vivien en cada família era de 2,82.
Per edats la població es repartia de la següent manera: un 21,9% tenia menys de 18 anys, un 5% entre 18 i 24, un 23% entre 25 i 44, un 30,6% de 45 a 60 i un 19,5% 65 anys o més.
L'edat mediana era de 45 anys. Per cada 100 dones de 18 o més anys hi havia 94,1 homes.
La renda mediana per habitatge era de 54.219 $ i la renda mediana per família de 62.969 $. Els homes tenien una renda mediana de 40.027 $ mentre que les dones 28.167 $. La renda per capita de la població era de 32.956 $. Entorn del 3% de les famílies i el 5,4% de la població estaven per davall del llindar de pobresa.